# Thuyết xuất thế bộ
Thuyết xuất thế bộ (chữ Hán: 說出世部; tiếng Phạn: लोकोत्तरवाद, Lokottaravāda), còn gọi là Xuất thế bộ (出世部), Xuất thế thuyết bộ (出世說部), là một trong những bộ phái Phật giáo sơ kỳ. Theo các nguồn tài liệu Phật giáo Đại thừa do Thanh Biện (Bhāviveka), Điều Phục Thiên (Vinitadeva) và những tác gia khác, thì phái Lokottaravāda là một trong số các phân nhóm có nguồn gốc từ Mahāsāṃghika.

## Từ nguyên
Lokottaravāda có nghĩa là "những người theo thuyết xuất thế" (sa. lokottara). Mặc dù chỉ có một bộ phái mang tên này, nhưng dường như tất cả các bộ phái nhỏ của Mahāsāṃghika đều đã chấp nhận các hình thức thuyết xuất thế.

## Lịch sử ban đầu
Các tài liệu Xá-lợi-phất vấn kinh (Śāriputraparipṛcchā) và Dị bộ tông luân luận (Samayabhedoparacanacakra) đều có ý chỉ rằng Lokottaravāda có nguồn gốc từ Nhất thuyết bộ (Ekavyāvahārika) và Kê Dận bộ (Kukkuṭika). Trong khi nhánh Mahāsāṃghika nguyên bản phát triển mạnh mẽ ở khu vực xung quanh Magadha, Lokottaravādin được biết là đã phát triển mạnh mẽ ở Tây Bắc Ấn.
Chân Đế (Paramārtha) đã viết rằng 200 năm sau khi Đức Phật nhập niết-bàn, phần lớn những người theo trường phái Mahāsāṃghika đã di chuyển về phía bắc Rājagṛha và bị chia rẽ về việc liệu giáo lý Đại thừa có nên được chính thức đưa vào Tam tạng của họ hay không. Từ đó, ba nhóm riêng biệt được hình thành dựa trên cách thức và mức độ tương đối mà họ chấp nhận thẩm quyền của các kinh văn Đại thừa. Cũng theo Paramārtha, những người Lokottaravādin đã chấp nhận các kinh văn Đại thừa như những lời dạy của Đức Phật (buddhavacana).

## Văn bản

### Mahāvastu
Quan điểm của Lokottaravādin được biết đến từ Mahāvastu, một văn bản Mahāsāṃghika hiếm hoi còn sót lại bằng tiếng Phạn. Theo các Lokottaravādin, Mahāvastu là tiểu sử của Đức Phật, và dường như nó là một phần mở rộng trong bản chỉnh lý vinaya của họ. Văn bản tiếng Phạn của Mahāvastu được lưu giữ trong các thư viện Phật giáo Đại thừa của Nepal.

### Ảnh hưởng củaSukhāvatīvyūha
Một số học giả tin rằng Kinh Đại thừa Vô lượng thọ được biên soạn vào thời đại của Đế quốc Kushan, thế kỷ thứ nhất và thứ hai sau Công nguyên, do ảnh hưởng của các tu sĩ Mahīśāsaka, vốn phát triển mạnh mẽ ở Gandhara. Tuy nhiên, có vẻ như Kinh Vô lượng thọ đại bản hơn cũng chịu ảnh hưởng rất lớn từ các vị cao tăng Lokottaravādin: trong kinh này, có nhiều yếu tố chung với Mahāvastu. Bản dịch sớm nhất trong số này cho thấy dấu vết của việc đã được dịch từ ngôn ngữ Gandhari Prakrit.

### Bộ sưu tập tu viện Bamyan
Trên đường du hành, nhà sư Huyền Trang đã viếng thăm một tịnh xá Lokottaravāda vào thế kỷ thứ 7 CN tại Bamyan (Afghanistan ngày nay); địa điểm này về sau đã được các nhà khảo cổ học khám phá ra. Các bản thảo viết tay bằng vỏ cây bạch dương và lá cọ trong bộ sưu tập của tu viện này, bao gồm các kinh điển Đại thừa, đã được phát hiện tại địa điểm này và hiện chúng nằm trong Bộ sưu tập Schøyen. Một số bản thảo viết tay bằng tiếng Gandhari Prakrit và tiếng Kharosthi, trong khi những bản khác bằng tiếng Phạn được viết bằng chữ Gupta. Các bản viết tay và các mảnh rời rạc còn sót lại từ bộ sưu tập của tu viện này bao gồm các văn bản nguồn sau:
- Prātimokṣa Vibhaṅga của Mahāsāṃghika-Lokottaravāda (MS 2382/269)
- Mahāparinirvāṇa Sūtra, một bài kinh từ kinh bộ A-hàm (MS 2179/44)
- Caṃgī Sūtra, một bài kinh từ kinh bộ A-hàm (MS 2376)
- Kim cương kinh, một kinh văn Đại thừa (MS 2385)
- Bhaiṣajyaguru Sūtra, một kinh Đại thừa (MS 2385)
- Śrīmālādevī Siṃhanāda Sūtra, một kinh Đại thừa (MS 2378)
- Pravāraṇa Sūtra, một kinh Đại thừa (MS 2378)
- Sarvadharmapravṛttinirdeśa Sūtra, một kinh Đại thừa (MS 2378)
- Ajātaśatrukaukṛtyavinodana Sūtra, một kinh Đại thừa (MS 2378)
- Śāriputrābhidharma Śāstra (MS 2375/08)

## Học thuyết

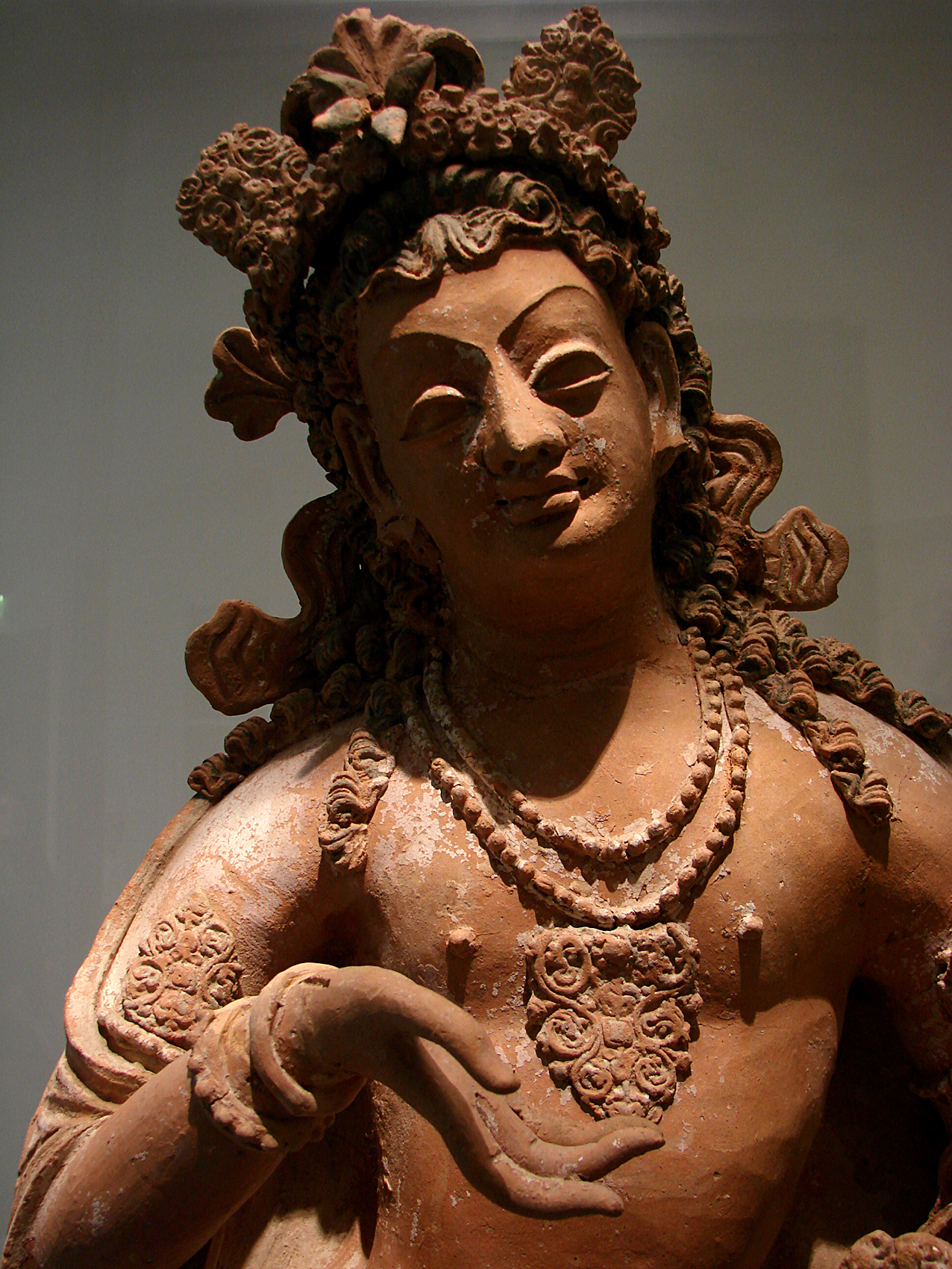
Tượng Bồ tát từ một tu viện Phật giáo ở Afghanistan.

### Tổng quan
Có khả năng là những người Lokottaravādin không có sự khác biệt lớn về giáo lý để phân biệt họ khác với Mahāsāṃghika, nhưng sự khác biệt đó thay vào đó là sự khác biệt về mặt địa lý. Tāranātha xem Ekavyāvahārika, Lokottaravādin và Gokulika (Kê Dận bộ) về cơ bản là giống nhau. Ông thậm chí còn xem Ekavyāvahārika là một thuật ngữ chung cho Mahāsaṃghika. Samayabhedoparacanacakra trước đó của Vasumitra cũng coi Ekavyāvahārika, Gokulika, và Lokottaravādin là không thể phân biệt về mặt giáo lý.

### Tính Không
Lokottaravādin khẳng định rằng không có sự vật thực sự nào trên thế giới ngoại trừ hai loại tính không (sa. śūnyatā), đó là tính không của một bản ngã (sa. pudgalaśūnyatā) và tính không của các hiện tượng (sa. dharmaśūnyatā). Quan điểm hai mặt này về tính không cũng là một đặc điểm nổi bật của Phật giáo Đại thừa.

### Chư phật và bồ tát
Theo Vasumitra, 48 luận điểm chung đã được chia sẻ giữa ba bộ phái Mahāsāṃghika. Trong số 48 luận điểm do Samayabhedoparacanacakra gán cho các bộ phái này, 20 điểm liên quan đến bản chất siêu thế của chư Phật và Bồ tát. Theo Samayabhedoparacanacakra, bốn nhóm này cho rằng Đức Phật có thể biết tất cả các pháp chỉ trong một khoảnh khắc của tâm.
Đức Phật được xem là siêu việt (sa. lokottara) và cuộc đời cũng như biểu hiện vật chất của Ngài chỉ là vẻ bề ngoài. Trường phái Lokottaravāda ủng hộ quan điểm của Đại chúng bộ về bản chất siêu thế của chư Phật và Bồ tát, cũng như sự bất toàn và sai lầm của các vị A-la-hán.

### Bồ tát đạo
Lokottaravādin Mahāvastu nói về Phật giáo bao gồm Tam thừa, và bao gồm những hướng dẫn cụ thể về Bồ tát đạo và các thực hành của Bồ tát. Từ Mahāvastu, chúng ta biết rằng những người Lokottaravādin có quan niệm về sự tiến bộ của một vị bồ tát hướng đến giác ngộ bao gồm mười nền tảng, hay bhūmi, như yêu cầu đối với các vị bồ tát Đại thừa. Những bhūmi được mô tả trong Mahāvastu tương tự như những bhūmi trong Đại thừa Thập địa kinh, nhưng tên của những giai đoạn này dường như hơi khác.

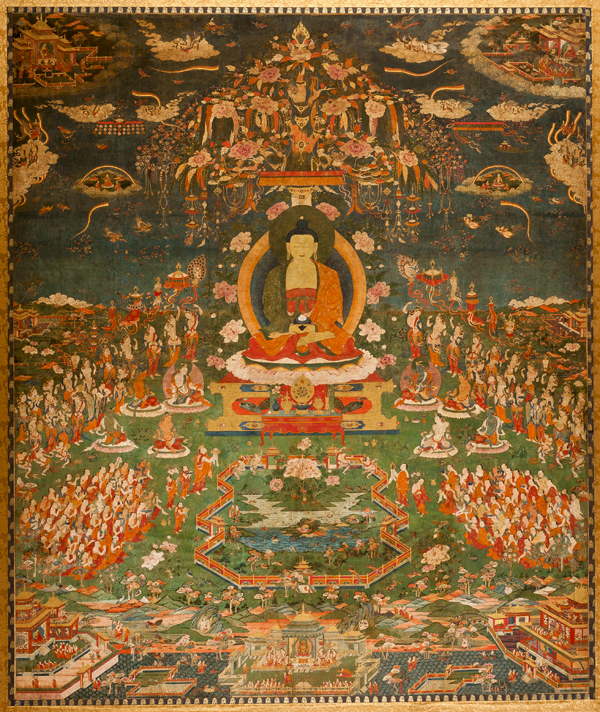
Bức tranh Tây Tạng về A-di-đà trong cõi Tịnh độ của ngài, Sukhāvatī.

### Phật địa
Theo Mahāvastu, các Lokottaravādin cũng cho rằng có vô số Tịnh độ (sa. buddhakṣetra), trong đó có vô số chư Phật và vô số bồ tát sẽ thành Phật. Mỗi người được cho là dẫn dắt vô số chúng sinh đến giải thoát, nhưng số lượng chúng sinh về cơ bản vẫn là vô hạn.

### Bình đẳng chư Phật
Trong Mahāvastu, có một số câu chuyện Lokottaravādin về bản chất của chư Phật có sự tương đồng mạnh mẽ với những câu chuyện trong kinh điển Đại thừa. Trong một phần, hình tượng vô số chư thiên được mô tả đang che nắng để tôn vinh Đức Phật, đến lượt Đức Phật lại cho thấy mình ngồi bên dưới mỗi vị đó. Mỗi vị thần tin rằng mình đặc biệt vinh dự, không biết gì về tính cách hư cấu của vị Phật của chính mình, người không khác gì những người khác mà anh ta nhìn thấy. Điều này tương đương với một câu chuyện trong Thủ-lăng-nghiêm-tam-muội kinh (Śūraṅgama Samādhi Sūtra). Trong bản kinh này, Đức Phật xuất hiện đồng thời trên một số lượng lớn các ngai tòa sư tử do nhiều vị thần chuẩn bị, nhưng mỗi vị thần chỉ nhìn thấy vị Phật đang ngồi trên ngai tòa của chính mình. Vào thời điểm thích hợp, tất cả chư phật được tiết lộ cho chư thiên, và người ta hỏi đâu là thật – vị phật của chính mình, hay tất cả những vị khác. Trong Śūraṅgama Samādhi Sūtra, câu trả lời cuối cùng của Đức Phật là tất cả đều bình đẳng, bởi vì bản chất của chư Phật không tách rời mọi hiện tượng.

### Chư phật tương lai
Trong Mahāvastu, vị Phật tương lai Di-lặc được nhắc đến nhiều lần, và Ngài chỉ là một trong một nghìn vị Phật sẽ xuất hiện trong tương lai sau Đức Phật Gautama. Quan điểm của Mahāsāṃghika-Lokottaravāda trái ngược với quan điểm của Theravada, quan điểm cho rằng năm vị Phật được định sẵn để đi theo Gautama. 